# Tahmoh Penikett
Tahmoh Penikett (n. 20 mai 1975 în Whitehorse, Yukon, Canada) este un actor canadian cel mai bine cunoscut pentru interpretarea personajului Karl "Helo" Agathon în serialul de televiziune science fiction Battlestar Galactica sau pentru rolul lui Paul Ballard din serialul Fox Dollhouse de Joss Whedon
El a apărut în jocul video Need for Speed: Carbon, fiind un participant la cursele de stradă sub numele de Darius. A jucat un rol de lider (Noe Hamilton) în filmul Hush din 2005 creat pentru televiziune alături de actrița Tori Spelling. L-a interpretat și pe Ray Chase în unsprezece episoade din drama polițistă canadiană Cold Squad. De asemenea, el a apărut în patru episoade din serialul de televiziune Whistler fiind dificilul artist Elias Noth. A avut o scurtă apariție ca unul dintre primii replicatori cu formă umană în sezonul șase din Stargate SG-1, episodul "Unnatural Selection". În 2010 Penikett a jucat rolul principal al lui Matt Ellman în miniserialul Syfy Lumea Fluviului, o adaptare a cărților science fiction scrise de Philip José Farmer.

## Filmografie
- Battlestar Galactica (miniserial TV) (2003)
- Battlestar Galactica (serial TV din 2004)